# ليونيل إنغويني
ليونيل إنغويني (بالفرنسية: Lionel Enguene)‏ (7 يناير 1996 في الكاميرون - ) هو لاعب كرة قدم كاميروني في مركز الوسط. لعب مع أنطاليا سبور ونادي برشلونة ب ونادي برشلونة.

## وصلات خارجية
- ليونيل إنغويني على موقع الاتحاد الأوربي (الإنجليزية)
- ليونيل إنغويني على موقع اتحاد تركيا (لاعب) (الإنجليزية)
- ليونيل إنغويني على موقع قاعدة بيانات كرة القدم.إي يو (الإنجليزية)
- ليونيل إنغويني على موقع Soccerway.com (الإنجليزية)
- ليونيل إنغويني على موقع عالم كرة القدم.نت (الإنجليزية)
- ليونيل إنغويني على موقع AS.com (الإسبانية)